# Georges Leygues

Georges Leygues (Villeneuve-sur-Lot, 1857. október 26. – Saint-Cloud, szeptember 2.) francia politikus, a Harmadik Francia Köztársaság 55. miniszterelnöke. 

## Pályafutása
Tengerésztiszti karrierre vágyott, de édesanyja tiltakozása miatt jogot tanult és ügyvéd lett. 1885-ben Lot-et-Garonne parlamenti képviselőjévé választották. Mandátumát haláláig megtartotta. 1894. május 30-tól közoktatási miniszter Charles Dupuy kormányában, majd belügyminiszter Alexandre Ribot harmadik kormányában. 1906-ban gyarmatügyi miniszter Ferdinand Sarrien kormányában.
1914-ben, a háború kezdetén, 58 évesen csatlakozott az alpesi vadászokhoz kapitányi rangban. De hamarosan visszahívták, és a képviselőház külügyi bizottságának elnökévé nevezték ki. 1917-ben Georges Clemenceau a tengerészeti minisztérium élére hívta és a gyarmati ügyek is hatáskörébe tartoztak. 
1920. szeptember 24-én kormányalakításra kérték fel. 1921 januárjában számos parlamenti képviselő elégedetlen volt, mert nem lépett fel erélyesen a német kártérítések ügyében. Január 12-én a képviselőház megvonta bizalmát, ezért kénytelen volt lemondani. 1925 és 1933 között többször volt tengerészeti miniszter. Szolgálati ideje alatt felújíttatta a hadiflottát. Nevét viseli az 1933-ban épített könnyűcirkáló, és az 1976-ban felavatott fregatt.

## Kapcsolódó szócikk
- Franciaország miniszterelnökeinek listája